# J. League Division 1 2014
La temporada 2014 de la J. League es la 49ª edición de la máxima categoría del fútbol japonés y 22° desde el establecimiento de la J. League. La temporada comenzó el 1 de marzo y finalizara el 6 de diciembre, con un receso comprendido entre el 17 de mayo y 19 de julio debido a la Copa del Mundo de 2014. El club Sanfrecce Hiroshima parte la temporada como el campeón defensor.
Los tres mejores clasificados en el torneo nacional más el campeón de la Copa del Emperador obtienen la clasificación a la Liga de Campeones de la AFC para el año 2015.

## Ascensos y descensos
Los clubes Júbilo Iwata, Shonan Bellmare y Oita Trinita fueron descendidos al final de la temporada 2013 después de terminar en los últimos tres lugares de la tabla, Júbilo Iwata descendido a la División 2 por primera vez desde que llegó a la J. League hace veinte años, Shonan Bellmare y Oita Trinita que regresaron nuevamente a la División 2 después de sólo una temporada en la máxima categoría.
Los tres equipos descendidos fueron reemplazados por el Gamba Osaka, campeón de la J. League Division 2 en 2013, Vissel Kobe subcampeón que vuelve después de un año de ausencia en la División 1, y el tercer ascendido es el Tokushima Vortis que terminó la temporada 2013 en el cuarto puesto y vencer en la final de los playoffs al Kyoto Sanga. El club de la isla de Shikoku competirá por primera vez en su historia en la máxima liga del fútbol japonés.
| Pos       | Ascendidos de la J. League Division 2 2013 |
| --------- | ------------------------------------------ |
| 1.º       | Gamba Osaka                                |
| 2.º       | Vissel Kobe                                |
| Gan. Red. | Tokushima Vortis                           |

| Pos  | Descendidos en la temporada 2013 |
| ---- | -------------------------------- |
| 16.º | Shonan Bellmare                  |
| 17.º | Júbilo Iwata                     |
| 18.º | Oita Trinita                     |

## Equipos temporada 2014
| Equipo              | Ciudad              | Estadio                            | Capacidad |
| ------------------- | ------------------- | ---------------------------------- | --------- |
| Albirex Niigata     | Niigata y Seiro     | Estadio del Gran Cisne de Niigata  | 45 728    |
| Cerezo Osaka        | Osaka               | Estadio Nagai                      | 20 000    |
| F. C. Tokyo         | Tokio               | Estadio Ajinomoto                  | 50 100    |
| Gamba Osaka         | Suita (Osaka)       | Expo '70 de Osaka                  | 21 000    |
| Kashima Antlers     | Kashima (Ibaraki)   | Estadio de Kashima                 | 45 728    |
| Kashiwa Reysol      | Kashiwa (Chiba)     | Estadio Hitachi Kashiwa            | 15 900    |
| Kawasaki Frontale   | Kawasaki (Kanagawa) | Estadio Todoroki Kawasaki          | 25 000    |
| Nagoya Grampus      | Nagoya (Aichi)      | Estadio Toyota                     | 45 000    |
| Omiya Ardija        | Ōmiya, Saitama      | Estadio NACK5 Omiya                | 15 500    |
| Sagan Tosu          | Tosu (Saga)         | Estadio Best Amenity               | 24 490    |
| Sanfrecce Hiroshima | Hiroshima           | Estadio del Gran Arco de Hiroshima | 50 000    |
| Shimizu S-Pulse     | Shizuoka (Shizuoka) | Estadio IAI                        | 20 339    |
| Tokushima Vortis    | Tokushima           | Estadio Pocari Sweat               | 20 000    |
| Urawa Red Diamonds  | Saitama             | Estadio Saitama 2002               | 63 700    |
| Vegalta Sendai      | Sendai (Miyagi)     | Estadio Yurtec Sendai              | 19 694    |
| Ventforet Kofu      | Kōfu (Yamanashi)    | Estadio Yamanashi Bank             | 17 000    |
| Vissel Kobe         | Kobe                | Estadio de las Alas                | 31 000    |
| Yokohama F. Marinos | Yokohama (Kanagawa) | Estadio Nissan                     | 72 370    |

## Clasificación
| Pos. | Equipo              | Pts. | PJ | G  | E  | P  | GF | GC | Dif. | Clasificación o descenso                                    |
| ---- | ------------------- | ---- | -- | -- | -- | -- | -- | -- | ---- | ----------------------------------------------------------- |
| 1    | Gamba Osaka (C)     | 63   | 34 | 19 | 6  | 9  | 59 | 31 | +28  | Fase de grupos de la Liga de Campeones de la AFC 2015       |
| 2    | Urawa Red Diamonds  | 62   | 34 | 18 | 8  | 8  | 52 | 32 | +20  | Fase de grupos de la Liga de Campeones de la AFC 2015       |
| 3    | Kashima Antlers     | 60   | 34 | 18 | 6  | 10 | 64 | 39 | +25  | Fase de grupos de la Liga de Campeones de la AFC 2015       |
| 4    | Kashiwa Reysol      | 60   | 34 | 17 | 9  | 8  | 48 | 40 | +8   | Tercera ronda previa de la Liga de Campeones de la AFC 2015 |
| 5    | Sagan Tosu          | 60   | 34 | 19 | 3  | 12 | 41 | 33 | +8   |                                                             |
| 6    | Kawasaki Frontale   | 55   | 34 | 16 | 7  | 11 | 56 | 43 | +13  |                                                             |
| 7    | Yokohama F. Marinos | 51   | 34 | 14 | 9  | 11 | 37 | 29 | +8   |                                                             |
| 8    | Sanfrecce Hiroshima | 50   | 34 | 13 | 11 | 10 | 44 | 37 | +7   |                                                             |
| 9    | F.C. Tokyo          | 48   | 34 | 12 | 12 | 10 | 47 | 33 | +14  |                                                             |
| 10   | Nagoya Grampus      | 48   | 34 | 13 | 9  | 12 | 47 | 48 | −1   |                                                             |
| 11   | Vissel Kobe         | 45   | 34 | 11 | 12 | 11 | 49 | 50 | −1   |                                                             |
| 12   | Albirex Niigata     | 44   | 34 | 12 | 8  | 14 | 30 | 36 | −6   |                                                             |
| 13   | Ventforet Kofu      | 41   | 34 | 9  | 14 | 11 | 27 | 31 | −4   |                                                             |
| 14   | Vegalta Sendai      | 38   | 34 | 9  | 11 | 14 | 35 | 50 | −15  |                                                             |
| 15   | Shimizu S-Pulse     | 36   | 34 | 10 | 6  | 18 | 42 | 60 | −18  |                                                             |
| 16   | Omiya Ardija        | 35   | 34 | 9  | 8  | 17 | 44 | 60 | −16  | Descendido a J2 League 2015                                 |
| 17   | Cerezo Osaka        | 31   | 34 | 7  | 10 | 17 | 36 | 48 | −12  | Descendido a J2 League 2015                                 |
| 18   | Tokushima Vortis    | 14   | 34 | 3  | 5  | 26 | 16 | 74 | −58  | Descendido a J2 League 2015                                 |

 Fuente: J. League Data Site: 2014 J.LEAGUE Division 1 League table
Criterios de clasificación: 1) puntos; 2) diferencia de goles; 3) número de goles marcados; 4) resultados entre los equipos en cuestión.
Notas:
1. ↑  Gamba Osaka se clasificó para la Liga de Campeones de la AFC 2015 al ganar la Copa del Emperador 2014.

|                                |
|                                |
| Campeón Gamba Osaka 2.º título |

## Máximos Goleadores
| Pos. | Jugador            | Club                | Goles |
| ---- | ------------------ | ------------------- | ----- |
| 1    | Yoshito Ōkubo      | Kawasaki Frontale   | 18    |
| 2    | Yohei Toyoda       | Sagan Tosu          | 15    |
| 3    | Marquinhos         | Vissel Kobe         | 14    |
| 4    | Pedro Júnior       | Vissel Kobe         | 13    |
| 4    | Yoshinori Muto     | FC Tokyo            | 13    |
| 6    | Yu Kobayashi       | Kawasaki Frontale   | 12    |
| 6    | Shinzo Koroki      | Urawa Red Diamonds  | 12    |
| 6    | Milivoje Novaković | Shimizu S-Pulse     | 12    |
| 9    | Edu                | FC Tokyo            | 11    |
| 9    | Kensuke Nagai      | Nagoya Grampus      | 11    |
| 9    | Hisato Satō        | Sanfrecce Hiroshima | 11    |

actualizado a fecha 34°/6 de diciembre de 2014

Fuente: J. League Data

## J.League 2

### Equipos temporada 2014
| Equipo               | Ciudad               | Estadio                          | Capacidad |
| -------------------- | -------------------- | -------------------------------- | --------- |
| Avispa Fukuoka       | Fukuoka              | Estadio Level-5                  | 22 563    |
| Consadole Sapporo    | Sapporo (Hokkaido)   | Sapporo Dome                     | 41 484    |
| Ehime FC             | Matsuyama (Ehime)    | Estadio Ningineer                | 11 609    |
| Fagiano Okayama      | Okayama              | Estadio Momotaro                 | 20 000    |
| FC Gifu              | Gifu                 | Estadio Gifu Nagaragawa          | 31 000    |
| Giravanz Kitakyushu  | Kitakyushu (Fukuoka) | Estadio de Honjō                 | 10 200    |
| JEF United Chiba     | Ichihara y Chiba     | Fukuda Denshi Arena              | 19 781    |
| Júbilo Iwata         | Iwata (Shizuoka)     | Estadio Yamaha                   | 16 893    |
| Kamatamare Sanuki    | Takamatsu (Kagawa)   | Estadio Kagawa Marugame          | 30 000    |
| Kataller Toyama      | Toyama               | Estadio de Atletismo de Toyama   | 28 948    |
| Kyoto Sanga FC       | Kioto                | Estadio Nishikyogoku             | 20 588    |
| Matsumoto Yamaga FC  | Matsumoto (Nagano)   | Estadio de Matsumoto             | 20 396    |
| Mito HollyHock       | Mito (Ibaraki)       | Estadio K's denki                | 12 000    |
| Montedio Yamagata    | Yamagata             | Estadio ND Soft                  | 20 315    |
| Oita Trinita         | Ōita                 | Domo Oita Bank                   | 43 254    |
| Roasso Kumamoto      | Kumamoto             | Estadio Umakana Yokana           | 32 000    |
| Shonan Bellmare      | Hiratsuka (Kanagawa) | Estadio BMW Hiratsuka            | 18 500    |
| Thespa Kusatsu Gunma | Maebashi (Gunma)     | Estadio Shoda Shoyu              | 10 050    |
| Tochigi SC           | Utsonomiya (Tochigi) | Tochigi Green Stadium            | 18 025    |
| Tokyo Verdy          | Tokio                | Estadio Ajinomoto                | 50 000    |
| V-Varen Nagasaki     | Nagasaki             | Estadio de Atletismo de Nagasaki | 15 419    |
| Yokohama FC          | Yokohama             | Estadio Mitsuzawa                | 15 046    |

### Clasificación
El equipo campeón y subcampeón ascienden directamente a la J.League 1 para la temporada siguiente, los clubes clasificados del 3º al 6º lugar disputan un playoff para determinar un tercer ascenso a la máxima categoría.
- tabla final del torneo el 23 de noviembre 2014

| Pos | Equipo              | PJ | PG | PE | PP | GF | GC | GA  | Pts |
| --- | ------------------- | -- | -- | -- | -- | -- | -- | --- | --- |
| 1.  | Shonan Bellmare (D) | 42 | 31 | 8  | 3  | 86 | 25 | +61 | 101 |
| 2.  | Matsumoto Yamaga    | 42 | 24 | 11 | 7  | 65 | 35 | +30 | 83  |
| 3.  | JEF United Chiba    | 42 | 18 | 14 | 10 | 55 | 44 | +11 | 68  |
| 4.  | Júbilo Iwata (D)    | 42 | 18 | 13 | 11 | 67 | 55 | +12 | 67  |
| 5.  | Giravanz Kitakyushu | 42 | 18 | 11 | 13 | 50 | 50 | 0   | 65  |
| 6.  | Montedio Yamagata   | 42 | 18 | 10 | 14 | 57 | 44 | +13 | 64  |
| 7.  | Oita Trinita (D)    | 42 | 17 | 12 | 13 | 52 | 55 | −3  | 63  |
| 8.  | Fagiano Okayama     | 42 | 15 | 16 | 11 | 52 | 48 | +4  | 61  |
| 9.  | Kyoto Sanga         | 42 | 14 | 18 | 10 | 57 | 52 | +5  | 60  |
| 10. | Consadole Sapporo   | 42 | 15 | 14 | 13 | 48 | 44 | +4  | 59  |
| 11. | Yokohama FC         | 42 | 14 | 13 | 15 | 49 | 47 | +2  | 55  |
| 12. | Tochigi SC          | 42 | 15 | 10 | 17 | 52 | 58 | −6  | 55  |
| 13. | Roasso Kumamoto     | 42 | 13 | 15 | 14 | 45 | 53 | −8  | 54  |
| 14. | V-Varen Nagasaki    | 42 | 12 | 16 | 14 | 45 | 42 | +3  | 52  |
| 15. | Mito HollyHock      | 42 | 12 | 14 | 16 | 46 | 46 | 0   | 50  |
| 16. | Avispa Fukuoka      | 42 | 13 | 11 | 18 | 52 | 60 | −8  | 50  |
| 17. | FC Gifu             | 42 | 13 | 10 | 19 | 54 | 61 | −7  | 49  |
| 18. | Thespakusatsu Gunma | 42 | 14 | 7  | 21 | 45 | 54 | −9  | 49  |
| 19. | Ehime FC            | 42 | 12 | 12 | 18 | 54 | 58 | −4  | 48  |
| 20. | Tokyo Verdy         | 42 | 9  | 15 | 18 | 31 | 48 | −17 | 42  |
| 21. | Kamatamare Sanuki   | 42 | 7  | 12 | 23 | 34 | 71 | −37 | 33  |
| 22. | Kataller Toyama     | 42 | 5  | 8  | 29 | 28 | 74 | −46 | 23  |

Leyenda:

(D) : Descendido de J.league 1 la temporada pasada.

|  | Asciende a J.League 1 2015. |
|  | Playoffs de ascenso.        |
|  | Playoffs de descenso.       |
|  | Desciende a J3 League.      |

## Playoffs de ascenso
- Debido a que Giravanz Kitakyushu no obtuvo licencia para la J1 2015, no cumple los requisitos para participar en los playoffs. Por lo tanto, el JEF United Chiba que terminó tercero en la temporada recibió el pase directo a la final.

### Semifinal
| 30 de noviembre de 2014 | Júbilo Iwata | 1 : 2 | Montedio Yamagata | Estadio Yamaha, Iwata, Shizuoka |  |

### Final
| 7 de diciembre de 2014 | JEF United Chiba | 0 : 1 | Montedio Yamagata | Estadio Ajinomoto, Tokyo, |  |

- Montedio Yamagata gana el playoff y obtiene el tercer ascenso a la máxima categoría para la temporada 2015.